# Non al denaro non all'amore nè al cielo (Morgan)
Non al denaro non all'amore nè al cielo è il secondo album da solista del cantautore italiano Morgan, pubblicato nel 2005 dalla Columbia Records.
Il disco è composto dalle cover di tutti i brani contenuti nell'album di Fabrizio De André Non al denaro non all'amore né al cielo, pubblicato nel 1971 e ispirato alla raccolta di poesie Antologia di Spoon River di Edgar Lee Masters: si tratta del primo caso di cover di un intero disco italiano.
La grafia esatta del titolo è Non al denaro non all'amore nè al cielo, senza virgola e con l'errore "nè" al posto di "né": si tratta di una soluzione di estrema fedeltà all'album originale del 1971, che per l'appunto nel titolo presentava questi refusi. Con quest'album Morgan si è aggiudicato la Targa Tenco nel 2005 come migliore interprete.

## Genesi del progetto
(Dori Ghezzi)
È stata la vedova di De André Dori Ghezzi, conquistata da una versione live de L'ottico eseguita da Morgan, a proporre nel 2004 al musicista monzese di eseguire dal vivo l'intero album in occasione della fondazione di un centro studi dell'Università di Siena dedicato a De André. La Ghezzi in questo modo voleva tenere vivo questo lavoro per i giovani e propose a Morgan di reinterpretare completamente il disco. Morgan si è invece accostato al disco in maniera filologica, riscrivendo la partitura e riarrangiando i pezzi in modo da rispettare il più possibile gli originali.

## Differenze con l'originale
Il disco inizia con le note finali de Il suonatore Jones, che nell'originale chiudevano il disco. La scaletta originale è seguita fedelmente, ma sono stati aggiunti dei raccordi strumentali tra i vari pezzi in modo da accentuare l'aspetto di concept album. Queste aggiunte, unite al generale rallentamento dei tempi hanno fatto sì che il disco duri 12 minuti in più dell'originale.
In Dormono sulla collina è stato aggiunto il pianoforte e il sintetizzatore Moog. In Un matto viene cambiata la struttura dell'inizio, l'arrangiamento cori polifonici sulla quarta strofa, la ripetizione dei temi, e sono stati aggiunti un clarinetto e il bisbiglio delle voci in sordina.
L'arrangiamento di Un giudice è stato rivisitato in maniera significativa con l'uso di batteria e Rhodes Piano Bass, la sostituzione dell'ocarina solista con flauto a coulisse. Il tema del brano è eseguito ogni volta con uno strumento diverso e nel finale dalla somma di tutti.
In Un blasfemo il tempo è rallentato e il tema strumentale viene duplicato con variazioni armoniche. Il verso conclusivo è cantato 3 volte anziché 2.
Anche in Un malato di cuore il tempo è rallentato, la voce soprano di accompagnamento è sostituita da un theremin, e sono state operate variazioni armoniche nel ponte. Nel finale viene suonato un tema tratto dall'Inverno di Vivaldi, che nel disco originale era solo accennato dalla chitarra (la versione completa è presente nella raccolta In direzione ostinata e contraria 2 del 2006).
In Un medico all'arrangiamento originale vengono aggiunti il pianoforte, clarinetto basso, sintetizzatori, mellotron, voci processate con effetti, e nella terza strofa viene suonato il tema de L'arte della fuga di J.S. Bach con il clavicembalo.
In Un chimico il tempo è rallentato e all'arrangiamento originale si aggiungono piano elettrico, contrabbasso, chitarra elettrica; dopo la quarta strofa vengono inserite sedici misure del Canone di Pachelbel eseguite dagli archi. Le ultime due strofe inoltre vengono eseguite modulate un tono e mezzo sopra le precedenti.
Un ottico viene trasformata in una suite composta di cinque sezioni (le ultime quattro denominate "clienti"). All'arrangiamento originale vengono aggiunti pianoforte e clarinetto, voce con megafono nella seconda strofa e nel finale una coda strumentale psichedelica.
Ne Il suonatore Jones il flauto è sostituito dal violino - per richiamare lo strumento (il fiddle, un violino) che contraddistingue il titolo nell'originale di E.L.Masters, ‘'Fiddler Jones’'. All'arrangiamento originale vengono aggiunti pianoforte, batteria e basso dalla terza strofa, e anche in questo caso la voce soprano nel finale è sostituita dal theremin. Il finale viene ripetuto una volta.
In coda al disco vengono suonate le note introduttive del tema di ‘'Dormono sulla collina'’, che nell'originale aprivano il disco.

## Tracce
1. Inizio
2. Dormono sulla collina
3. Un Matto
4. Un Giudice
5. Un Blasfemo
6. Un Malato di cuore
7. L'inverno di Vivaldi
8. Un Medico
9. Un Chimico
10. Un ottico
11. Primo cliente
12. Secondo cliente
13. Terzo cliente
14. Quarto cliente
15. Il suonatore Jones
16. Fine
17. Coda

## Formazione
- Morgan - voce, basso, clavicembalo, pianoforte, synth
- Sergio Carnevale - batteria
- Megahertz - organo Hammond, theremin
- Marco Carusino - chitarra
- Pacho - percussioni
- Giovanni Ferrario - chitarra, basso
- Valentino Corvino - violino
- Zita Petho - violino
- Sandro Di Paolo - viola
- Piero Salvatori - violoncello
- Roberta Castoldi - violoncello
- Enrico Gabrielli - clarinetto

## Classifiche
| Classifica (2005) | Posizione massima |
| ----------------- | ----------------- |
| Italia            | 6                 |